# Автошлях E72

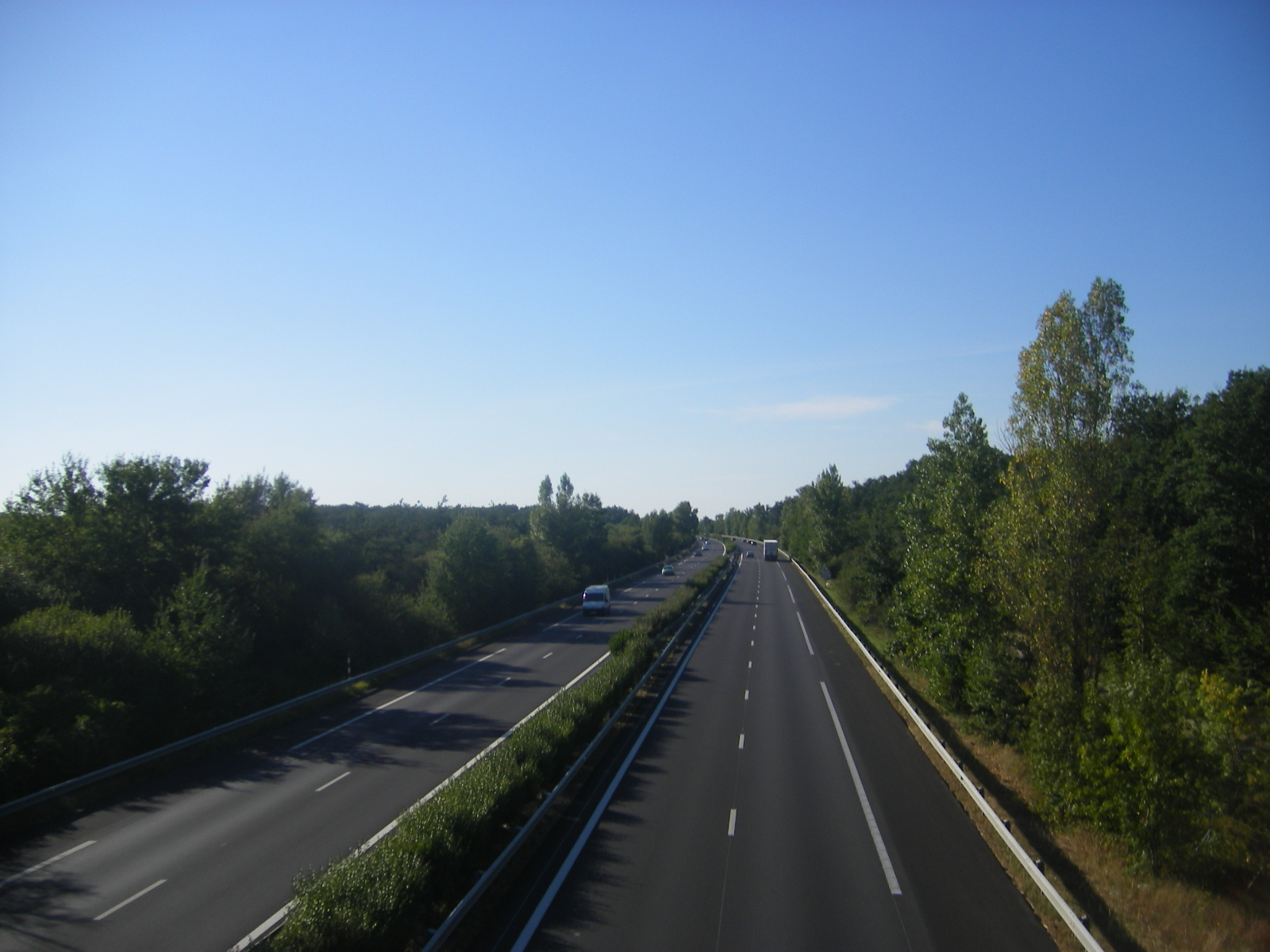
Е72 біля Монтобану

Європейський маршрут Е72 — європейський автомобільний маршрут категорії А, що з'єднує французькі міста Бордо та Тулузу. Довжина маршруту — 242 км.
Маршрут проходить через міста Ажен і Монтобан.
Е72 пов'язаний з маршрутами
- E05
- E70
- E606
- E80
- E09

## Див. Також
- Список європейських автомобільних маршрутів